# Eumenes exiguus
Eumenes exiguus är en stekelart som beskrevs av Henri Saussure 1856. Eumenes exiguus ingår i släktet krukmakargetingar, och familjen Eumenidae. Inga underarter finns listade i Catalogue of Life.